# 英語限定詞
英語限定詞（也稱為 determinatives）  :354 是一種最常與名詞一起使用的單詞- 例如 the 、 a 、 each 、 some 、 which 、 this 和 six - 以指定其所指對象。限定詞在英語中形成一個封閉的詞彙範疇。 
限定詞的句法功能被稱為 determinative function。 限定詞與名詞結合，组成名詞短語 (noun phrase: NP)。這個功能通常出現在 NP 中的任何修飾語之前（例如，some very pretty wool sweaters)，而不是  *very pretty some wool sweaters）。限定詞通常都會出現在在單數和可數的普遍名詞片语中（比較 I have a new cat 和 * I have new cat）。
在語意上，限定詞通常是定指的或不定指的（例如 cat 對 a cat），  並且它們通常與名詞中心語的數量一致（例如， a new cat 但不是 * many new cat ）。在詞法學上，它們通常很簡單，不會發生太多的變化。
其中最常見的是定冠詞和不定冠詞 the 和 a(n)。英語的其他限定詞包括指示詞 this 和 that, 量詞（例如 all 、many 和 none ）以及數詞。 :373限定詞有時也在其他短語用作修飾語。這包括名詞短語（例如，the many changes）、限定詞短語（例如，many more）和形容詞或副詞短語（例如，not that big）。 :565它們可能在没有名詞的情况下單獨出現，類似於代詞（例如， I'll have some ），但它們與代詞不同。 :412

## 術語
單詞和短語可以通過它們的句法類别和它們的句法功能来分類。例如，在子句 the dog bit the man 中， dog 屬於句法範疇中的名詞短語，作為主語的句法功能。類别和功能之間的區别是圍繞限定詞術語問題的核心：各種語法都使用該詞来描述類别、功能或兩者。
一些來源，例如 A Comprehensive Grammar of the English Language，使用 determiner 作為上述類别的定義術语。並以 determinative 作為功能術語，並有限定詞和所有格在名詞短語表現此功能。  :74其他的，例如 The Cambridge Grammar of the English Language (CGEL )，則做出相反的術語選擇。  :354 還有其他人（例如，The Grammar Book  ）以 determiner 一同定義類別和功能。本文以 determiner 表示類別，以 determinative 表示在名詞短語的的功能。
這篇文章描述的詞性是屬於詞彙類別的限定詞。它們作為限定詞短語的中心語，並表示限定詞、預定词和修飾語的功能：
- 限定詞短語作為限定詞： the box, this hill
- 限定詞短語作為預定詞：all the time, both those cars
- 限定詞短語作為修飾語：these two images, clear enough

句法功能的 determinative 有指定名詞短語的功能。也就是说，它為名詞短語添加了抽象含意，例如确定性、接近性、數量和相似性等。  :115雖然 determinative 的功能通常由限定短語来表現，但它們也可以由名詞片語和介詞短語来實現：
- 名詞短語作為 determinative：my question, this size room
- 介詞短語作為 determinative：over twenty belts, up to a hundred people

此條目介紹的是作為詞彙範疇的限定詞。

## 歷史
傳統語法没有匹配限定詞的概念，而是分類為形容詞、冠詞或代詞。  :70冠詞和指示詞有時自行形成一個類别，但通常被歸類為形容詞。語言學家和歷史學家彼得·馬修斯（Peter Matthews）觀察到，限定詞不同於形容詞，是相對上較新的假設，“是 1960 年代初期的創新”。  :70

1892 年，在限定詞類別出現在英語語法中之前，Leon Kellner 討論了名詞“限定”的概念：
在古英語中，物主代詞，或者如法語所说的“代詞形容詞”，僅表達歸屬和占有的概念。它是一個真正的形容詞，不像現在那樣表達確定性。因此，如果古英語作者想在名詞前加上物主代詞的 determinatve，他們會添加定冠詞。 
1924 年，哈羅德·帕爾默（Harold Palmer）提出了一個名為“Pronouns and Determinatives”的演講，有效地“將限定性的形容詞（例如，冠詞、指示詞、所有格、數字等）語代詞组合在一起，[和] 將術語缩短為 determinative（法國語法的“déterminatifs”）。”  :24帕爾默將這類别與更多的原型形容詞（他稱之為“qualificative adjectives”）分開，因為與原型形容詞不同，這一類别中的詞不用於謂語，不傾向用於比較，也不傾向於被修飾。  :45

1933 年， Leonard Bloomfield 引入了本文使用的 determiner，以它定義“限定形容詞”表現的句法功能。 
我們的限定形容詞分為限定詞和數詞的兩個子類……限定詞的定義是跟據某些類型的名詞表達（例如 house 或 big house）總是伴隨着一個限定詞（如 this house, a big house ）。  :203
Matthews 認為，下一個重要貢獻是來自 1961 年 的 Ralph B. Long 。儘管 Matthews 指出 Long 的貢獻在後来的著名語法書目中被忽略了，包括 A Comprehensive Grammar of the English Language 和 CGEL 。Matthews 用名詞片語 this boy 来說明 Long 的分析：“在 [Long 的] 定義中，this 不再是形容词。相反，它是一個代詞，屬於他稱之為“determinative”的一類，並且具有“限定性修飾語”的功能。”  :71該分析是由 Barbara MH Strang 在 1962 年的語法中發展的:73並於 1972 年由 Randolph Quirk 及其同事撰寫。  :741985 年， A Comprehensive Grammar of the English Language 似乎是第一本明確地將限定詞視為一個獨特詞彙類别的作品。  :74

### 限定詞作為中心語？
直到 1980 年代後期，語言學家都認為，在 red ball  這個短語中，名詞 ball 是中心語而the 是依存。但是麻省理工學院的一位名叫 Paul Abney 的學生在 1987 年關於English noun phrases (NPs) 的博士論文中提出，中心語不是名詞 ball 而是限定词 the ，因此 red ball  是限定詞短語 (DP)。  這被稱為 DP 分析或 DP 假設，它是當今衍生語法中的主流觀點，  :93儘管它在其他方面被拒绝。 
| An NP with a determinative DP and a head nominal. The DP is headed by a D "a", and the nominal is headed by an N "box" | A DP with a head D "a" and a complement NP. The NP is headed by the N "box" |

## 限定詞與其他詞彙類别的分別

### 形容詞
形容詞和限定詞的主要相似之處在於它們都可以出現在名詞之前（例如，many/happy people）。

英語中形容詞和限定詞的主要區别在於形容詞不能用作限定詞。限定詞一定出現在大多單數和可數的名詞片語前，並且通常出現在任何修飾語之前。例如， *I live in small house 是不合語法的，因爲 small house 是一個缺少 determinative 的單數可數 NP。形容詞 small 是修飾語，不是限定語。相反，如果形容詞被所有格 NP（I live in my house）或限定詞（I live in that house）代替或放在前面，那麼它就合乎語法。因爲所有格 NP 和限定詞起到了 determinatives 的作用。  :538
類別之間還有許多其他差異。限定詞出現在表分詞的結構中，而形容詞不會（例如， some of the people 而不是 * happy of the people ）。  :356形容詞可以用作動词片語中的謂語補語（例如， that was lovely），但限定詞通常不能（例如， *that was every）。  :253形容詞通常不是定指的或不定指的，而限定詞是。  :54形容詞作為名詞片語中的修飾語，不需要在數量上與中心名詞一致（例如 old book, old books），而限定詞則需要（例如 this book, these books ）。  :56在形態學上，形容詞經常變化表示等级（例如 big, bigger, biggest ），而很少限定詞改變形態。  :356最後，形容詞通常可以通過添加-ly 来構成副詞（例如，cheap → cheaply），而限定詞則不能。  :766
然而，限定詞和形容詞之間的界限並不總是很清楚。例如，在單詞 many 的情况下，限定詞和形容詞之間的區别是模糊的，不同的語言學家和語法學家將這是詞歸為不同的類別。 CGEL 將 many 歸類為限定詞，因爲它可以出現在在表分詞的結構中，就像 many of them。  :539或者，Bas Aarts 提供了三個理由来支持將 many 作為形容詞進行分析。首先，它可以被 very （如 in his very many sins）修飾，這是某些形容詞的典型特徵，但不是限定詞的特徵。其次，它可以作為謂語補語出現： his sins are many 。第三， many 有比較级和最高级形式（分别是 more 和 most）。  :126

### 代詞

#### 格代名詞
對於 my 和 your 這樣的所有格詞是否是限定詞存在分歧。例如， Collins COBUILD Grammar  :61將它們分類為限定詞，而 CGEL 將它們分類為代詞 :357。 A  Comprehensive Grammar of the English Language 將它們歸類為限定詞 :253並為限定功能的代词。  :361
將這些格詞歸類為限定詞的主要原因是，與限定詞一样，它們通常在 NP 中有限定的功能（例如， my / the cat ）。  :357把它們稱為代詞而不是限定詞的原因包括代詞通常會轉變形態（例如， I, me, my, mine, myself），  :455而限定詞通常不允許轉變形態。  :356限定詞也出現在表分詞的結構中，而代詞不出现（例如， some of the people 但不是*my of the people ）。  :356此外，一些限定詞可以由副詞詞修飾（例如， very many ），但這對於代词是不可能的。  :57
You 和 we 通常在結構中與限定詞和代詞有所關聯，例如 we teachers do not get paid enough。一方面，這些詞的詞首位置是它們共享限定詞的特徵（比較 the teachers）。 此外，它們不能與更多的原型限定（* the we teachers）結合，這表明它們扮演着相同的角色。  :125這些特徵導致 像Ray Jackendoff 和 Steven Paul Abney 這樣的語言學家和語法學家將 we 和 you 的用法歸類為限定詞。    :374
另一方面，這些詞可以根據個案而有分別（例如， us teachers），這是現代英語中代詞的典型特徵，而不是限定詞的特徵。  :125因此，Evelyne Delorme 和 Ray C. Dougherty 將像 us 這樣的詞，視為與它們後面的名詞短語並置的代词， Merriam-Webster 的《英语用法词典》也遵循了這一分析。   Richard Hudson 和 Mariangela Spinillo 也將這些詞歸類為代詞，但没有假設代詞與其他名詞短語之間存在並置關係。  

### 副詞
關於 that 是子句中的限定詞還是程度副詞，存在分歧，例如 it is not that unusual 。例如，  A Comprehensive Grammar of the English Language 將 that 用法歸類為副詞。這一個分析得到了以下事實的支持：在修飾語前，帶“強化”其含義的形容詞通常是副詞，例如， 在 awfully sorry 裏的 awfully和 too bright 裏的 too。  :445–447
另一方面，Aarts 將這個詞歸類為限定詞， CGEL 中也使用了這種分類。  :137 :549這種分析可以通過擴展限定短語来支持：it is not all that unusual 。 All 可以用作限定詞的前置修飾語（例如 all that cake ）但不能用作形容词（例如 *all unusual）。這導致 Aarts 建議 that 是一個限定詞。  :127

### 各種量化的表達
具有類似量化含義的表達，例如 a lot of, lots of, plenty of, a great deal of, tons of 等，有時被稱為限定詞，  :263而其他语法則認為它們不是單詞，甚至不是短語。非限定詞的分析是它們由名詞短語的第一部分組成。  :349例如， a lot of work 是名詞短語，以 lot 為中心語。它有一個以介詞 of 開頭的介詞短語的補語。在這種觀點下，它們可以被認為是詞典單位，但它們不是句法成分。

## 限定詞和限定短語的語法
在本節中，Abney 的 DP 假設被擱置一旁。換句話說，這裏的 DP 被認為是名詞短語 (NP) 中的依存，而不是相反。

### 内部結構
限定詞短語 (DP) 以限定詞為首，並且可以選擇採用從屬詞。 DP 可以使用修飾語，通常是副詞短語（例如， [almost no] people）或限定短語（例如， [many more] people）。  :431比較限定詞如 fewer 或 more 可以用 than 的介詞短語 (PP) 補語（例如， it weighs [less than five] grams）。  :443下面的 CGEL 風格的樹形圖顯示了 far fewer than twenty ，副詞 far作為修飾語，介詞短語 (PP) than 20 作為補語。

### 功能
如上所述，關於術語「determiner」和「determinative」存在一些術語混淆。在本文中，「determiner」是一個詞彙類別，而「determinative」是由限定詞短語執行的最常見功能（就像「adjective」表示單詞類別而「modifier」表示形容詞短語的最常見功能一樣）。 DPs 不是唯一可以起到 determinative 作用的短語，但它們是最常見的。
Determinative 是僅在名詞短語中出現。它通常是在短語中最左邊的成分，出現在任何修飾語之前。 一個名詞短語可能有許多修飾語，但只可以有一個 determinative。 在大多數情況下，單數、可數、普通名詞需要一個 determinative 來構成一個名詞短語，而複數和不可數名詞則不需要。 以下示例中以划線表示 determinative：
- the box
- not very many boxes
- even the very best workmanship
- my uncle's house (the determinative is an NP, not a DP)
- what size shoes (the determinative is an NP, not a DP)

DP 最常見的功能是在 NP 的 determinative。這在以下的 CGEL 風格的樹形圖顯示出來。它具有兩個限定詞短語，在前置限定詞的 all 具有修飾功能而 the 具有修飾功能。
如果名詞短語只能包含一個 determinative ，以下名詞短語會帶來爭議：
- all the time
- both those cars

限定詞短語 the 在 all the time 中有 determinative 的功能。而 those 在 both those cars 中有 determinative 的功能。但是 all 和 both 也有指定的功能，不像名詞短語中的修飾角色，而像 determinatives。為解釋像這樣的名詞短語，  A Comprehensive Grammar of the English Language 也承認了 predeterminative（或預定詞）的功能。  :257一些語言學家和語法學家對這些結構提供了不同的解釋。例如， CGEL將它們歸類為名詞短語中的一種修飾語。  :433
預定詞通常被視為限定詞短語（例如， all in all the time ）。然而，它們也可以被視為名詞短語（例如， one-fifth the size ）和副詞短語（例如， thrice the rate）。  :119–120

#### 修飾語
限定詞短語可以在名詞短語、形容詞短語和副詞短語中用作前置修飾語。它們可以用作名詞短語中作為前置中心詞的修飾語，例如在限定詞短語 these two images 的 two。在這個例子中，these 在名詞短語中有限定的功能，而 two 會在中心語 images 作為修飾語。  :126限定詞短語也可以用作形容詞短語的前置修飾語—— [AdjP [DP the] more]  、 [AdjP [DP the] merrier] ——和副詞短語： [AdvP [DP the] longer]  this dish cooks,  [AdvP [DP the] better] it tastes)。  :549 :137,162
限定詞短語也可以在這些短語中作為的後置中心詞修飾語。例如，在限定詞短語 each in two seats each 中，限定詞 each 、 enough 、 less 和 more 可以用作名詞短語的後置中心詞修飾語 。  :132Enough 可以在形容詞短語（例如， clear enough ）和副詞短語（例如， funnily enough ）中扮演相同的角色。  :549 :138,163
DPs 還可以在 DPs 中作為修飾語（例如， [not that many] people）。  :330.

#### 作用的結合
限定詞可以同時承擔兩個功能。通常是限定詞和中心詞在 NP 中結合，而中心名詞不存在。在從句 many would disagree 中，限定詞 many 在 NP 中結合限定功能和中心語，作為主語。  :332在許多傳統和現代語法以及幾乎所有詞典中，此類詞都被視為代詞而不是限定詞。

## 限定語的類型
多個單詞可以屬於同一詞性，但在不同程度上仍然彼此不同，而相似的詞在詞性形成子類。例如，冠詞 a 和 the 彼此之間的共同點比指示詞 this 或 that 更多，但它們都屬於限定詞類。因此冠詞和指示詞彼此之間的共同點比與其他詞類多。所以，冠詞和指示詞可以被認為是限定詞的子類或類型。

### 形態類型

#### 復合限定詞
大多數限定詞的形態是非常簡單的，但有些是復合詞。  :391其中一大組是由單詞 any 、 every 、 no 和 some 與 body 、 one 、 thing 或 where 組成（例如， anybody 、 somewhere ）。  :411詞法現象始於古英語，當時 thing 與 some 、 any 和 no 組合在一起。在中古英語中，它會與 every 組合。  :165
大於 99 的基數也是復合限定詞。  :356該組還包括 a few 和 a little。 :391Payne、Huddleston 和 Pullum 爭辯說 once 、 twice 和 thrice也 屬於這裡，而不是副詞類別。 

#### 可分級
儘管大多數限定詞沒有變形，但以下限定詞會有一個等級系統。  :393
| 原本   | 比較  | 最高级 |
| ------ | ----- | ------ |
| few    | fewer | fewest |
| little | less  | least  |
| many   | more  | most   |
| much   | more  | most   |

### 句法和語義類型
以下的限定詞被歸類，首先根據它們在名詞短語中的位置和與其他詞語的關係。然後根據它們對名詞短語的語義貢獻進行分類。第一類，基於 A Comprehensive Grammar of the English Language  分類，包括三個類別：
- 中心限定詞出現在任何前置限定詞之後和任何後置限定詞之前；無論名詞短語中是否存在其他限定詞，它們都傾向於充當限定功能。
- 預定詞在名詞短語中出現在任何其他限定詞之前，並且通常在沒有其他詞填補該作用時用作限定功能。或者在限定作用已經被填補時，用作預定詞。
- 後置限定詞出現在所有其他限定詞之後，並且通常在沒有其他詞填補該作用時用作限定功能。或者在在限定作用已經被填補時，用作名詞短語的前置修飾語。

第二類劃分基於限定詞對名詞短語的語義貢獻。子類根據 CGEL 和 Oxford Modern English Grammar 中分配的標籤命名，它們基本上都是使用相同的標籤。

#### 中心限定词

##### 冠詞
根據 CGEL，冠詞是「定指和不定指的最基本表達」。  :368也就是說，當其他限定詞表達定指性和其他類型時，冠詞主要用作定指性的標記。這些冠詞通常被認為是： 
- the (定指的)
- a(n) (不定指的)

其他冠詞已被假定，包括不重讀的 some 、零冠詞（帶多數和複數的不定指冠詞）和不需要冠詞（定指單數專有名詞）。 

##### 指示限定词
兩個主要的指示限定詞是 this 和 that 。它們各自的複數形式是 these 和 those 。 
|      | 單數 | 複數  |
| ---- | ---- | ----- |
| 近處 | this | these |
| 遠處 | that | those |

指示限定詞將名詞短語標記為定指的。它們添加了與空間指示相關的含義；也就是說，它們表示名詞所指事物怎樣與說話者相關。近處 this 表示該物件與說話者相對近，而遠處 that 表示該物件與說話者相對遠。  :373
CGEL 將古老方言的 yonder (如在名詞短語yonder hills) 分類為邊緣指示限定詞。  :615Yonder 表明名詞所指的事物距離說話者很遠，通常比 that 所表示的要遠。因此，yonder hills 比 those hills 更遠。與主要指示限定詞不同， yonder 不會因數字而改變形態 (比較 yonder hill)。

##### 分配限定词
以下是分配限定詞： 
- each
- every

分配限定詞將名詞短語標記為不定指。 它們還添加了分配的意義；也就是說，「它們從一個整體單獨挑選出一個出來，而不是整體去考慮它們。」  :382因為它們表示這種分配意義，所以這些限定詞在名詞短語中選擇單數名詞的中心語，以作限定的功能（例如，each student）。  :378

##### 存在限定詞
以下是存在限定詞： 
- any
- some

存在限定詞將名詞短語標記為不定指。它們還量化存在，這意味著它們斷言事物存在的數量大於零。  :380

##### 選言限定詞
以下是選言限定詞： 
- either
- neither

選言限定詞將名詞短語標記為定指的。它們還意味著從兩組選擇一組。  :387因為它們表示單一選擇，所以當在名詞短語中用作限定詞時，選言限定詞會選擇單數名詞（例如， either side）。 A Comprehensive Grammar of the English Language 不承認這一類別，而是將其標記為「肯定限定詞」而不是「否定限定詞」。  :257

##### 否定限定詞
否定限定詞是 no 及其獨立形式 none 。 不同從屬和獨立的形式僅在所有格代詞中出現。其中從屬僅在隨後的名詞或獨立的 without 找到（例如， my way 和no way 是依存的，而 mine 和 none 是獨立的）。
No 表示所考慮的數量或子數量中沒有一項具有特定屬性。 Neither 也傳達了這種含義，但僅在從正好兩組中選擇一個。這就是為什麼 neither 通常被歸類為選言詞而不是否定詞。  :389–390

##### 添加限定詞
添加限定詞是 another  Another 由不定冠詞 an 和形容詞 other 組合而成；因此，它將名詞短語標記為不定指。它還包含了附加意義。例如，another banana 指出除了第一個香蕉之外還有另一個。Another 也可以表達替代。例如，another banana 也指出不同香蕉，也許是更成熟的香蕉。因為它也可以傳達這種替代含義，所以有時 another 標記為替代-添加限定詞。  :391

##### 充足限定詞
以下是充足限定詞： 
- enough
- sufficient

這些限定詞傳達了不精確的量化，這些量化是根據所需最小數量來建構的。例如， enough money for a taxi 意味著支付出租車所需的最低金額，並且所提出的金額足以達到目的。當在名詞短語中用作限定詞時，充足限定詞選擇複數可數名詞（例如，sufficient reasons）或非可數名詞（例如，enough money）。  :396

##### 疑問限定詞
以下是疑問限定詞： 
- what
- which

這些限定詞也可以跟在 -ever and -soever之後。疑問限定詞通常用於構成問題，例如 what/which conductor do you like best？使用 what 標記名詞短語為不定指，而 using which 標記名詞短語為定指，在上下文暗示有限數量的選擇時使用。  :369

##### 關係限定詞
以下是關係限定詞： 
- what
- which

這些限定詞也可以跟在 -ever 之後。關係限定詞通常在引入關係子句的名詞短語中起限定作用，就像我們可以使用 whatever/whichever edition you want 。  :398

#### 前置預定詞

##### 人稱限定詞
在將它們視為限定詞而不是代詞的語法中（見§ Determiners versus other lexical categories），人稱限定詞如下： 
- we
- you

雖然這些詞通常是代詞，但在像 we teachers 和 you guys 這樣的短語中，它們有時被歸類為人稱限定詞。人稱限定詞將名詞短語標記為定指的。它們還添加了與個人指示相關的含義；也就是說，它們表明名詞所指的事物是否包括說話者（we/us）或至少一個接收人而不是說話者（你）。 [1] :374在一些方言中，例如歐扎克方言，這種用法延伸到 them，就像 them folks。 

##### 通用限定詞
以下是通用限定詞： 
- all
- both

通用限定詞傳達通用的量化，這意味著它們斷言沒有該特質的物件不存在。例如，說「all the vegetables are ripe 」等同於說「no vegetables are not ripe 」。  :359all 和 both 之間的主要區別在於 both 僅適用於恰好有兩個物件，而 all 則沒有此限制。但 CGEL 指出，由於可以同時使用both，all「通常強烈暗示‘不止兩個’」  :374

#### 後置限定词

##### 基數詞
基數詞（ zero, one, two, thirty-four, etc.）可以表示任何數字。因此，這個限定詞子類成員的數量是無限的，不能一一列舉。
基數詞通常被認為是表達名詞的確切數量，但這種準確性是通過暗示的。例如，在 five people complained 從句中，抱怨的人數通常被認為是正好五個。但從技術上講，如果還有其他人在抱怨，這個句子仍然是正確的：如果有 7 個人在抱怨，那麼五個人在抱怨也必然是正確的。然而，配合對話的一般規範使得基數詞通常表示準確的數字（例如， no more and no less than five），除非另有修改（例如， at least five or at most five） :385–386

##### 正面微數限定詞
以下是正面微數限定詞： 
- a few
- a little
- certain
- several
- various

正面微數限定詞傳達了一個小的、不精確的數量——通常被描述為大於 2 但小於任何被認為是大的數量。當在名詞短語中充當限定功能 時，大多數限定詞會選擇複數可數名詞（例如， a few mistakes ），而 a little 會選擇不可數名詞（例如， a little money）。  :391–392

##### 程度限定詞
在將它們視為限定詞而不是形容詞的語法中，程度限定詞如下： 
- few
- little
- many
- much

程度限定詞將名詞短語標記為不定指。它們還表達了不精確的量化，many 和 much表示大量， few 和 little 表示少量。程度限定詞的不尋常之處在於它們在不同等級有不同變化，這是形容詞和副詞的典型特徵，但不是限定詞。 few 、 little 、 many 、 much的比較級形式分別是 fewer 、 less 、 more 、 more 。最高級的形式分別是 fewest 、 least 、 most 和 most :393普通形式可以用副詞修飾，尤其是 very ， too 和 so（也可以添加 not ）。請注意，沒有修飾的 much 很少用於口語中的肯定語句中。

## 語義學
限定詞的主要語義作用是量化和定指性。

### 量化
許多限定詞表示量化。   :358
- 最明顯的是，基數（zero, one, two, 等）表示量化。
- 程度限定詞 much/many 、 little/few ，它們的比較級和最高級形式 more 、 most 、 less/fewer 、 least/fewest都表示量化。當提供兩種形式時，第一種用於不可數名詞，第二種用於可數名詞（儘管在口語英語中 less 和 least 也經常與可數名詞一起使用）。
- 正面微數的限定詞也表示量化。這包括 a few/a little, several, a couple of, a bit of, a number of  等。
- 最後，表示最大、足夠或零數量的限定詞都表示量化。這包括  all, both, enough, sufficient, no 等。

### 定指性
從語義的角度來看，一個定指的 NP 是在第一人稱和受話人的腦海中識別和激活出來。從英語的語法角度來看，定指性通常由定指的限定詞標記，例如 the 、 that 和 this 、 all 、 every 、 both 等。語言學家發現區分定指性的語法特徵和可識別性的認知特徵很有用。  :84這說明在「形式-意義不匹配」的情況，其中定指的限定詞形成不定指的名詞短語，例如 I met this guy from Heidelberg on the train，其中帶下划線的 NP 在語法上是定指的，但在語義上是不定指的。  :82
然而，大多數限定詞是不定指的。其中包括不定冠詞 a ，以及大多數量詞，包括基數詞。

## 語用學
在 Americans 和 Americans 這對中，選擇定冠詞而不是沒有冠詞可以產生描述「群體為龐然大物，而說話者不是其中一部分」的語用效果。 相關地，在 this 和 that 之間的選擇可能具有評價目的，而 this 表示親近，因此是更正面的評價。 

## 其他文獻
- 英文限定詞列表
- 英語代詞

## 備註
1. ↑  Including lexical category for words and phrasal category for phrases.